# Presença de Anita (minissérie)
Presença de Anita é uma minissérie brasileira produzida e exibida pela TV Globo de 7 a 31 de agosto de 2001, em 16 capítulos.
Escrita por Manoel Carlos e baseada no livro homônimo de Mário Donato, teve direção geral de Ricardo Waddington e Alexandre Avancini e núcleo de Ricardo Waddington.
Contou com as atuações de Mel Lisboa, José Mayer, Helena Ranaldi, Vera Holtz, Carolina Kasting, Júlia Almeida e Leonardo Miggiorin nos papeis principais.

## Sinopse
Nando (José Mayer) quer aproveitar o final de ano para dar o pontapé inicial em um antigo sonho: escrever um romance. Lúcia Helena (Helena Ranaldi) só pensa em retomar a paixão em seu casamento. Zezinho (Leonardo Miggiorin) quer viver seu primeiro amor. E Anita (Mel Lisboa) só quer seguir seu destino, com a certeza de que "nada é por acaso, tudo está escrito".
Para tentar escapar da rotina louca de São Paulo, Lúcia Helena resolve passar as festas de fim de ano com a família, em Florença, cidade do interior de São Paulo. Pensa em aproveitar o clima familiar para reacender a paixão em seu casamento. Nando vê nas férias, a possibilidade de escrever o seu romance. Em busca de inspiração, encontra Anita, a personagem ideal. Ela se mudou para um sobrado onde no passado aconteceu um homicídio passional.
Se Anita não pode mudar o destino, vive da forma mais intensa. Seduz Nando e desperta a primeira paixão de Zezinho. Com os dois, forma um triângulo amoroso que muda para sempre a vida de todos.

## Elenco
| Intérprete             | Personagem              |
| ---------------------- | ----------------------- |
| Mel Lisboa             | Anita / Cíntia Ribeiro  |
| José Mayer             | Fernando Reis           |
| Helena Ranaldi         | Lúcia Helena Reis       |
| Leonardo Miggiorin     | José (Zezinho)          |
| Júlia Almeida          | Luísa Reis              |
| Vera Holtz             | Marta                   |
| Taiguara Nazareth      | André                   |
| Carolina Kasting       | Julieta                 |
| Linneu Dias            | Venâncio                |
| Paulo Cesar Pereio     | Armando                 |
| Umberto Magnani        | Dr. Eugênio             |
| Clarisse Abujamra      | Cecília                 |
| Walter Breda           | Antônio                 |
| Marcos Caruso          | Gonzaga                 |
| Selma Reis             | Cigana                  |
| Nelson Sargento        | João                    |
| Alexandre Barros       | Heitor                  |
| Tony Mastaler          | Roberto Mendonça (Beto) |
| Dayse Braga            | Cláudia Mendonça        |
| Noemi Gerbelli         | Susana                  |
| Celso Frateschi        | Igor                    |
| Renata Briani          | Celeste                 |
| Francisco Carvalho     | Joel                    |
| Antônio Destro         | Edgar                   |
| Wolney de Assis        | Delegado                |
| Pedro Rossa            | Luís Reis (Luizinho)    |
| Maria Tereza Cruz Lima | Amélia                  |
| Vanessa Nunes          | Sílvia                  |
| Débora Olivieri        | Paula                   |
| André Cursino          | Anselmo                 |
| Joanna Tristão         | Neusa                   |
| Erom Cordeiro          | Zé Pipoqueiro           |

## Produção
A minissérie teve sua estreia antecipada para competir com o Show do Milhão do SBT, que vinha ameaçando a liderança da TV Globo às quartas e quintas-feiras.
A produção de arte reproduziu uma bailarina espanhola com cerca de 20 centímetros, feita em gesso, chamada Conchita. A boneca era um elemento fundamental na história, pois, segundo Anita, ela guardava a alma da ex-moradora do sobrado (onde a personagem foi morar), Cíntia, que morrera assassinada pelo amante. As cenas externas da minissérie foram feitas em Vassouras (RJ), que serviu como cenário da fictícia cidade de Florença.

### Escolha do elenco
Manoel Carlos queria Fernanda Paes Leme como protagonista, porém a direção da série Sandy & Junior não a liberou mesmo com as solicitações do autor. Gabriela Duarte foi convidada, mas recusou, uma vez que já tinha 26 anos e não acreditava que conseguiria se passar por 17. Bianca Castanho, que havia se destacado em Terra Nostra, Samara Felippo, de Malhação, e Regiane Alves e Júlia Feldens, que se destacaram em Laços de Família, fizeram os testes, mas não se enquadraram no perfil. O diretor Ricardo Waddington então decidiu abrir testes para atrizes iniciantes, sendo que Mel Lisboa foi escolhida entre outras 100 garotas, dentre elas Bárbara Borges, Juliana Silveira, Rafaela Mandelli, Fernanda Rodrigues e a própria filha de Manoel Carlos, Júlia Almeida.

## Exibição
Foi reprisada pela TV Globo entre 17 de setembro e 11 de outubro de 2002, às 23 horas, com exibições de terça à sexta. Foi reprisada novamente dentro do festival Luz, Câmera, 50 Anos no dia 16 de janeiro de 2015 em formato de telefilme.
Na TV paga, foi exibida pelo canal Multishow em 2005, em comemoração aos 40 anos da TV Globo. Foi exibida no canal Viva, tendo três exibições: de 22 de novembro a 13 de dezembro de 2012, substituindo JK e sendo substituída por O Auto da Compadecida, às 23h15; de 8 a 29 de setembro de 2015, substituindo A Muralha e sendo substituída por Força-Tarefa, às 23h; e de 15 de março a 5 de abril de 2022, substituindo A Casa das Sete Mulheres e sendo substituída por Chiquinha Gonzaga. Esta terceira reprise seria exibida às 20h30 na programação diária do canal. Porém, em 28 de fevereiro, teve sua exibição invertida com a telenovela mexicana Marimar, que estrearia no mesmo dia, ganhando assim um novo horário de exibição às 19h30.

### Exibição internacional
A minissérie Presença de Anita foi vendida para: Bolívia, Chile, Colômbia, Equador, Honduras, Nicarágua, Peru, Portugal, Uruguai, Rússia.

### Outras Mídias
Em 21 de julho de 2025, foi disponibilizada na íntegra pelo Globoplay, como parte do Projeto Resgate.

## Audiência
A minissérie foi um sucesso de público e crítica em 2001. Segundo o Ibope, acumulou média de 30 pontos na Grande São Paulo; a maior audiência dentre as minisséries da década de 2000.

## Trilha Sonora
A trilha sonora não foi lançada comercialmente
1. Pigalle - Georges Ulmer
2. Ne Me Quitte Pas – Maysa (Tema De Anita – Tema De Abertura)
3. Ne Me Quitte Pas – Jacques Brel
4. Que C’est Triste Venise – Charles Aznavour (Tema De Lúcia Helena)
5. J’avais 20 Ans – Charles Aznavour (Tema De Lúcia Helena)
6. For Me Formidable – Charles Aznavour
7. Hier Encore – Charles Aznavour
8. Sonata 23 Opus 57 Apassionata – Beethoven
9. Boléro - Maurice Ravel
10. La Traviata – Verdi
11. Prelúdio Das Bachianas N.º 4 (Violino) – Villa Lobos
12. Prelúdio Das Bachianas N.º 4 (Piano) – Georges Ulmer
13. Pigalle – Georges Ulmer (Tema De Anita)
14. Carrera Rápida – Apollo 440
15. Saudade Da Roseira – Alberto Rosemblit
16. Ingênuo – Pinxinguinha
17. Que Nem Jiló (Instrumenal) – Luiz Gonzaga
18. É Isso Que O Homem Gosta – Chitãozinho & Xororó
19. We Are Alive – Paul Van Dyke
20. Summer Jam – The Underdog Project
21. Sexual Healing – Max-A-Millon
22. Round The Corner – London Electricity

## Prêmios e indicações
| Prêmio                    | Ano  | Categoria                   | Indicado(s)        | Resultado |
| ------------------------- | ---- | --------------------------- | ------------------ | --------- |
| Melhores do Ano           | 2001 | Melhor Ator Revelação       | Leonardo Miggiorin | Venceu    |
| Prêmio Contigo! de TV     | 2002 | Melhor Série ou Minissérie  | Presença de Anita  | Venceu    |
| Prêmio Contigo! de TV     | 2002 | Melhor Atriz Revelação      | Mel Lisboa         | Venceu    |
| Prêmio Contigo! de TV     | 2002 | Melhor Ator Revelação       | Leonardo Miggiorin | Indicado  |
| Prêmio Extra de Televisão | 2002 | Melhor Novela ou Minissérie | Presença de Anita  | Venceu    |
| Troféu Imprensa           | 2002 | Revelação do Ano            | Mel Lisboa         | Indicada  |

## Transmissão
| País   | Canal     | Início                 | Final                  | Nº de capítulos |
| ------ | --------- | ---------------------- | ---------------------- | --------------- |
| Brasil | TV Globo  | 7 de agosto de 2001    | 31 de agosto de 2001   | 16              |
| Brasil | TV Globo  | 17 de setembro de 2002 | 11 de outubro de 2002  | 16              |
| Brasil | Multishow | 10 de março de 2005    | 31 de março de 2005    | 16              |
| Brasil | Viva      | 23 de novembro de 2012 | 13 de dezembro de 2012 | 16              |
| Brasil | Viva      | 08 de setembro de 2015 | 29 de setembro de 2015 | 16              |
| Brasil | Viva      | 15 de março de 2022    | 05 de abril de 2022    | 16              |
| Brasil | TV Globo  | 16 de janeiro de 2015  | 16 de janeiro de 2015  | 01              |